# José de Sigüenza
José (Martínez) de Espinosa, más conocido como Fray José de Sigüenza (Sigüenza, 1544-El Escorial, 22 de mayo de 1606), habitualmente citado como Padre Sigüenza, fue un monje de la Orden de San Jerónimo, historiador, poeta y teólogo español a caballo entre los siglos XVI y XVII.

## Biografía
Fue hijo ilegítimo de Asensio Martínez, clérigo y sochantre de la catedral de Sigüenza, y de la viuda Francisca de Espinosa, y tuvo una hermana, Matea; por entonces se llamaba José de Espinosa, porque no podía usar el apellido paterno. Aprendió a leer con diez años. Aunque intentó ingresar en el Monasterio de Santa María del Parral, en Segovia, dos años después, no fue aceptado. En 1561 empezó estudios de Artes en la universidad de Sigüenza y obtuvo el grado de bachiller en 1563. A los veinte años quiso embarcarse en Valencia en la armada de don Álvaro de Bazán, primer marqués de Santa Cruz, que iba en socorro de Malta; sin embargo llegó un día tarde y muy enfermo. Así que cuando se curó regresó a Sigüenza y estudió Teología sin obtener ningún grado más, quizá por no poderse costear los caros exámenes. Dejó los estudios y tomó el hábito de monje jerónimo en el Monasterio de Santa María del Parral, en Segovia, el 16 de junio de 1566; profesó el 17 de junio de 1567 y cambió su nombre por José de Sigüenza. Dominó varias lenguas y fue poeta, matemático, músico y teólogo.
Felipe II lo nombró su consejero; fue también prior de los jerónimos del Monasterio de Santa María del Parral. El rey lo nombró bibliotecario del Monasterio de El Escorial, hacia donde marchó en 1575. En 1577 abandonó El Escorial para predicar, porque era muy solicitado para esos menesteres. Estuvo en Sigüenza entre 1580 y 1582 y ostentó diversos cargos en su orden, y volvió a El Escorial en 1587, después de haber compuesto el sermón que inauguró el imponente monasterio real en 1586. 
El rey consiguió en 1590 que fijara allí definitivamente su residencia como miembro de la comunidad jerónima escurialense. Allí ayudó a Benito Arias Montano y fray Juan de San Jerónimo a catalogar la inmensa biblioteca. Sigüenza colocó en la Sala Principal los impresos y en una lateral los manuscritos. En las filas altas situó libros prohibidos que venían de la Inquisición y los duplicados, por su menor uso. Asimismo diseñó el programa iconográfico y alegórico de los frescos de las bóvedas que forman el techo de la biblioteca, realizados por el pintor italiano Peregrín Tibaldi y sus discípulos. Representan la Filosofía y la Teología y las siete artes liberales. 
Su ascendiente sobre el rey fue tan envidiado que los visitadores de la orden consignan los recelos y hostilidades de los demás frailes en abril de 1592; a ello ayudó el hecho de haber centrado sus predicaciones en los «evangelios desnudos», a la manera de su admirado maestro Benito Arias Montano, y haberse dejado de  sermones entreverados de «fábulas y poesías», como hacían muchos otros predicadores, y por ser demasiado seco, franco y directo. Los visitadores de la orden obtuvieron numerosos testimonios hostiles a Sigüenza que presentaron ante la Inquisición, por lo que Sigüenza decidió presentarse voluntariamente el 3 de abril de 1592 ante el Tribunal de Toledo. Se le encerró en el Monasterio de la Sisla; su proceso terminó el 22 de octubre casi con una apenas reprimenda que se confirmó el 25 de julio de 1593. Pero este proceso agrió su carácter, máxime cuando tuvo que convivir en el monasterio con algunos de los que le acusaron, como fray Diego de Yepes y fray Cristóbal de Zafra. Fue sin embargo nombrado rector del Colegio de El Escorial dos veces (1594-1597 y 1600-1603). En 1603 fue elegido prior y reelegido en 1606 ya hasta su muerte. Bartolomé Carducho pintó su retrato en 1602 en actitud de escribir, retrato que se conserva en el Monasterio de El Escorial.
De su bibliografía se ocupó Juan Catalina García, y el religioso agustino Luis Villalba escribió su biografía (El padre Sigüenza: su vida y escritos, Madrid 1916).

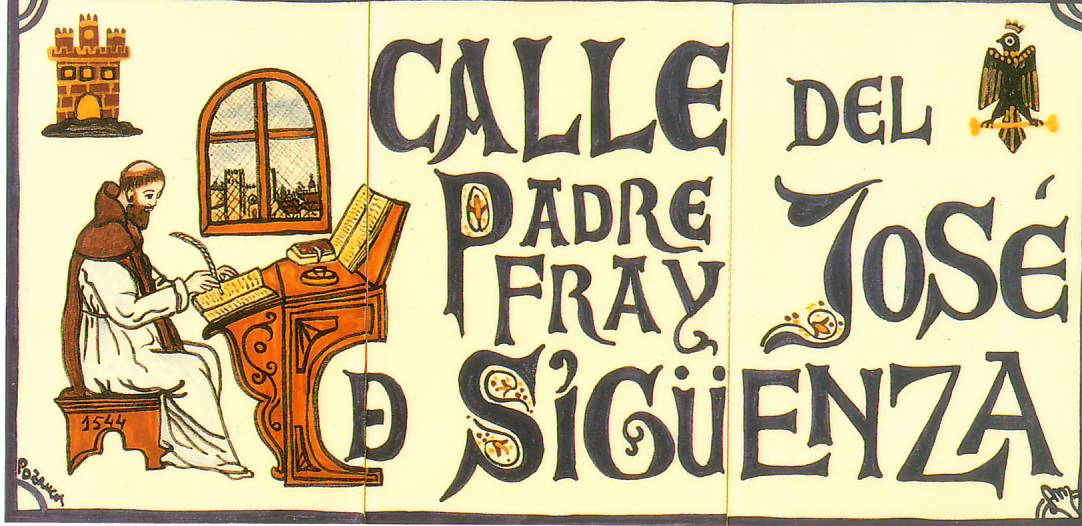
Placa del callejero de Sigüenza.

## Obras
Como escritor es conocido sobre todo por su contribución a la Historia eclesiástica con su Historia de la Orden de San Jerónimo (1595-1605), en la que puede leerse una extensa descripción de la construcción del Monasterio de El Escorial. También hizo una Vida de San Gerónimo, Doctor de la Santa Iglesia (1595). Dejó sin acabar una Historia del Rey de los Reyes que llega solo hasta la adoración de los pastores y no fue impresa hasta 1916 en tres libros. Carácter didáctico tienen su tratado Instrucción de maestros y escuela de novicios y su Arte de perfección religiosa y monástica, no impreso hasta 1712. También escribió en latín Commentaria a Santo Tomás de Aquino y a los libros sagrados del Génesis, Deuteronomio y Eclesiastés.

## Estilo y valoraciones
Su estilo es sobrio y elegante, modelo de clasicismo, muy elogiado por Unamuno y por Marcelino Menéndez Pelayo, quien lo consideraba solo por debajo de Juan de Valdés y de Cervantes como estilista:
El padre Sigüenza es estilista incomparable, bajo cuya mano los secos anales de una Orden religiosa enteramente española y no de las más históricas, se convirtieron en tela de oro, digna de los Livios y Jenofontes.
Marcel Bataillon dice de su escritura que en su relato dominan «una unción y una naturalidad» exquisitas. Ramón Menéndez Pidal, por su parte, dijo que
Escribía con gran esmero, cosa poco acostumbrada entre sus contemporáneos, así que su lenguaje es de lo más puro y correcto que hay en castellano; notable por la elegancia, siempre sobria, que mantiene la alteza de la narración.
Por su parte, Miguel de Unamuno escribió en 1920:
Uno de los más grandes escritores con que cuenta España –y en el respecto de la lengua, si otros le igualan, no se puede decir que haya quien le supere– es el P. fray José de Sigüenza [...] Su Historia de la Orden de San Jerónimo está libre de las pedanterías estilísticas y lingüísticas del siglo XVII [la publicó en 1599], y que es una de las obras en que más sereno, más llano, más comedido y más grave y más castizo discurre nuestro romance castellano.